# Семюр-ан-Осуа
Семю́р-ан-Осуа́ (фр. Semur-en-Auxois) — коммуна во Франции, находится в регионе Бургундия. Департамент коммуны — Кот-д’Ор. Входит в состав кантона Семюр-ан-Осуа. Округ коммуны — Монбар.
Код INSEE коммуны — 21603.

## Население
Население коммуны на 2010 год составляло 4195 человек.
| 1962 | 1968 | 1975 | 1982 | 1990 | 1999 | 2010 |
| ---- | ---- | ---- | ---- | ---- | ---- | ---- |
| 3399 | 3812 | 4334 | 4619 | 4545 | 4451 | 4195 |

## Экономика
В 2010 году среди 2683 человек трудоспособного возраста (15—64 лет) 1947 были экономически активными, 736 — неактивными (показатель активности — 72,6 %, в 1999 году было 71,0 %). Из 1947 активных жителей работали 1727 человек (839 мужчин и 888 женщин), безработных было 220 (111 мужчин и 109 женщин). Среди 736 неактивных 257 человек были учениками или студентами, 299 — пенсионерами, 180 были неактивными по другим причинам.